# Frances Osman
Sadie Frances Osman (1908 – 2000) è stata un'attrice statunitense, attiva come attrice bambina nel cinema muto americano dal 1912 al 1913 (tra i 4 e 5 anni d'età).

## Biografia
Nata nel 1908, Sadie Frances Osman è nel 1912-13 tra gli attori bambini della Essanay Film Manufacturing Company. Come gli altri piccoli interpreti della compagnia, Frances è impiegata ogniqualvolta si richieda la presenza di uno di loro, anche in parti di supporto. Secondo le convenzioni del tempo, interpreta indifferentemente ruoli di bambino/a. In alcuni casi le si affidano anche parti di protagonista, come in Detective Dorothy e His Father's Bugle, entrambi del 1912.
Nonostante il discreto successo, che le varrà l'inclusione nella Young Hollywood Hall of Fame, la carriera attoriale della bambina si interrompe già nel 1913, dopo 10 pellicole. Da allora la sua vita si svolge lontana dal mondo dello spettacolo.
Muore nel 2000 all'età di 83 anni.

## Riconoscimenti
- Young Hollywood Hall of Fame (1908-1919)

## Filmografia
- The Hospital Baby (1912)
- Her Boys (1912)
- Amore che salva (The Turning Point) - cortometraggio (1912)
- The Loan Shark (1912)
- The Turning Point, regia di Frank Beal - cortometraggio (1912)
- Detective Dorothy (1912)
- His Father's Bugle, regia di Richard Garrick - cortometraggio (1912)
- Bread Upon the Waters, regia di Oscar Eagle - cortometraggio (1912)
- The Fire Cop, regia di Hardee Kirkland (1912) - cortometraggio (1912)
- The Clue, regia di Hardee Kirkland - cortometraggio (1913)